# پالمولی
پالمولی (به ایتالیایی: Palmoli) یک کومونه در ایتالیا است که در استان کییتی واقع شده‌است.

## خصوصیات
پالمولی ۳۲٫۷۶ کیلومترمربع مساحت و ۱٬۰۸۵ نفر جمعیت دارد و ۷۱۱ متر بالاتر از سطح دریا واقع شده‌است.